# Valium Era
Valium Era (zkratkou VE, česky Éra valia) je německý electro-industriální hudební sóloprojekt založený Philippem Lewem (pseudonym phiL) roku 2006 v německém Dolním Sasku.

## Historie
Po počátečních pokusech s hudebním softwarem založil v roce 2006 phiL projekt Valium Era. První díla byla distribuována na vypalovacích CD discích, případně umístěna na síť Myspace. Ohlasy byly pozitivní a phiL pokračoval v tvorbě. Po pauze, která trvala až do začátku roku 2008, zrealizoval 4 volně dostupné EP nahrávky. Na konci roku vydal první album se stejným názvem Valium Era, z něhož vzešel singl Tanz Im Kopf obsahující tři různé verze skladby a remix. Druhé album Mutation (2009) bylo také vydáno vlastními náklady. Projekt zaregistroval německý hudební časopis Orkus a kromě recenze vydal na své kompilaci Orkus Compilation 50 i skladbu Tanz im Kopf. Další skladby od Valium Era se objevily na jiných kompilacích, např. Cyber Gossip na Extreme Sündenfall 8.
Od roku 2012 je k dispozici EP Fcuk You.
V listopadu 2012 byla podepsána smlouva s firmou Future Fame, následkem čehož vyšlo album Mutation Reloaded (2013) obsahující skladby z předchozích dvou alb Valium Era a Mutation, remixy od Vault-113, Incubite, Chaotic Rave System, Sleetgrout plus nové skladby.

## Diskografie

### Studiová alba
- 2008: Valium Era (CD, vlastní vydání)
- 2009: Mutation (CD, vlastní vydání)
- 2013: Mutation Reloaded (CD, Future Fame)

### Singly a EP
- 2008: Tod: Das Spiel EP (EP, MP3, vlastní vydání)
- 2008: Volle Deckung EP (MP3, vlastní vydání)
- 2008: DirtyTalk EP (MP3, vlastní vydání)
- 2009: Tanz Im Kopf (Singl, MP3, vlastní vydání)
- 2009: Chromosom VE (EP, MP3, vlastní vydání)
- 2009: Personified Perfection (EP, MP3, vlastní vydání)
- 2010: Ich Mach Den Krach! (MP3, vlastní vydání)
- 2012: Fcuk You